# C16H13NO
分子式C16H13NO（摩尔质量：235.286 g/mol）可以指：
- JWH-044，CAS号：209414-10-8
- 西替酰胺，CAS号：10423-37-7

|  | 这个同类索引页列出了具有相同分子式的化学物（即同分異構體）条目。 除非您是有意链接至本页，否则应将相应条目的内部链接指向正确的条目。 |